# Azione dell'agosto 1702
L'azione dell'agosto del 1702 (detta anche battaglia di Capo Santa Marta) fu una battaglia che ebbe luogo dal 19 al 25 agosto 1702 tra uno squadrone navale inglese al comando del viceammiraglio John Benbow ed uno francese al comando dell'ammiraglio Jean du Casse, al largo di Capo Santa Marta sulle coste dell'attuale Colombia, in America meridionale, nel corso della Guerra di successione spagnola. Benbow attaccò vigorosamente lo squadrone francese, ma il rifiuto dei suoi capitani di supportare l'azione permise a du Casse di fuggire. Benbow perse una gamba durante i combattimenti e morì a causa delle ferite due mesi dopo. Due capitano vennero accusati di viltà e passati per le armi.
La risoluzione di Benbow di seguire i francesi fu l'ultima sua azione. Gli eventi della battaglia ispirarono diverse ballate, spesso titolate Admiral Benbow o Brave Benbow, tra le favorite dei marinai inglesi del secolo successivo.

## Preludio
Allo scoppio della Guerra di Successione spagnola, Benbow venne inviato nelle Indie Occidentali con un piccolo squadrone di navi con l'intento di mantenere i possedimenti spagnoli fuori dalle mani dei francesi. Du Casse a Cartagena ottenne uno squadrone all'alleanza dei francesi con la causa di Filippo V. Benbow cercò di intercettarlo.

## La battaglia
Il 19 agosto 1702, lo squadrone di Benbow si scontrò coi francesi lungo le coste della Colombia, presso Santa Marta, poco più a est della foce del Rio Magdalena. Egli ordinò al suo squadrone di battagliare, ma la Defiance e la Windsor si trovavano a poppa e non riuscirono velocemente a virare. Benbow intendeva aspettare la Defiance prima di iniziare l'azione, ma la Falmouth aprì gli spari attaccando la fregata nemica, e la Windsor, a ore quattro. La Breda si unì a loro, ma la Defiance e la Windsor lasciarono la Breda sotto fuoco nemico e la battaglia continuò sino al calar sera. Breda e Ruby hanno inseguito i francesi per tutta la notte, mentre il resto dello squadrone è rimasto indietro.
L'inseguimento continuò anche il giorno 20, con la Breda e la Ruby che spararono più che poterono contro le navi nemiche. La mattina del 21, Ruby appariva seriamente danneggiata; la Defiance e la Windsor si rifiutarono di entrare in azione pur trovandosi a poppa l'ultima nave francese. La Greenwich era ora a cinque leghe. Il 22, alla Breda catturò la galea Anne, originariamente una nave inglese catturata dai francesi, ed alla danneggiata Ruby venne ordinato di ritornare a Port Royal.
Durante la notte del 24, Benbow agganciò una delle navi nemiche da sola ma si trovò il fianco squarciato da un colpo a catena, ritornando al porto base. La nave ammiraglia del capitano Fogg ordinò che gli altri capitani dello squadrone mantenessero la linea di battaglia; per tutta risposta, il capitano Kirkby della Defiance si portò a bordo con Benbow dicendogli, "Dovete desistere, i francesi sono molto forti". Trovando gli altri capitano della medesima opinione, Benbow lasciò la battaglia e fece ritorno in Giamaica.

## Conseguenze
Benbow ricevette una lettera da Jean-Baptiste Du Casse dopo la battaglia:

Signore,

ho poche speranze dopo lo scorso lunedì di avere una cena insieme nella vostra cabina: ma se Dio vorrà sarà il contrario. Lo ringrazierò per questo. E per i vigliacchi capitani che hanno disertato, li impicchi, che per Dio se lo meritano.

Vostro,

Du Casse

Come suggerito, Benbow tenne una corte marziale al suo ritorno incolpando i due capitani disertori di vigliaccheria. I capitani Kirkby e Wade vennero riconosciuti colpevoli di vigliaccheria condannati a morte per fucilazione; Wade disse di essere stato ubriaco per tutto il tempo dello scontro. Il capitano Constable venne sollevato da questa accusa, ma condannato invece a pagare una multa. Il capitano Hudson morì prima di essere giudicato. I capitani Fogg e Vincent vennero accusati di aver siglato un accordo con gli altri capitani dello squadrone, col quale stabilirono che non avrebbero combattuto, ma presentarono questo fatto come una scusa per prevenire il capitano Kirkby dalla diserzione; Benbow testimoniò in loro favore e quindi vennero solamente sospesi.
Benbow si trovò una gamba amputata, ma gli subentrò una febbre, indubbiamente imputabile alla ferita riportata, morendo il 4 novembre 1702. Kirkby, Wade e Constable vennero inviati a Plymouth a bordo della HMS Bristol, dove le loro sentenze vennero confermate dal Lord Grand'Ammiraglio. Kirkby e Wade vennero fucilati a bordo della Bristol il 16 aprile 1703. Fogg e Vincent ottennero il permesso di tornare in servizio.

## Ordine di battaglia

### Squadrone di Benbow
Lo squadrone di Benbow consisteva in sette navi:
- Breda, 70, capitano Christopher Fogg (nave ammiraglia)
- Defiance, 64, capitano Richard Kirkby
- Greenwich, 54, capitano Cooper Wade
- Ruby, 48, capitano George Walton
- Pendennis, 48, capitano Thomas Hudson
- Windsor, 48, capitano John Constable
- Falmouth, 48, capitano Samuel Vincent

### Squadrone di Du Casse
- Heureux, 70, ammiraglia di du Casse, col capitano Bennet
- Agréable, 56, capitano de Roussy
- Phénix, 50, capitano de Poudens
- Apollon, 50, capitano de Demuin
- Prince de Frise, 56 tenente di vascello de St André
- un trasporto
- quattro sloops